# 法利 (愛荷華州)
法利（英語：Farley）是一個位於美國愛荷華州迪比克縣的城市。

## 地理
法利的座標為42°26′38″N 91°00′34″W / 42.44389°N 91.00944°W，而該地的平均海拔高度為341米（即1119英尺）。

## 人口
根據2010年美國人口普查的數據，法利的面積為4.79平方千米，當中陸地面積為4.79平方千米，而水域面積為0.00平方千米。當地共有人口1537人，而人口密度為每平方千米320人。